# شونبرگ ام کامپ
شونبرگ ام کامپ (به آلمانی: Schönberg am Kamp) یک منطقهٔ مسکونی در اتریش است که در ناحیه کرمس-لاند واقع شده‌است. شونبرگ ام کامپ ۱٬۸۲۱ نفر جمعیت دارد.